# Ramurile biologiei
Aceasta este o listă de ramuri ale biologiei:
- Aerobiologie - studiul particulelor organice din aer.
- Anatomie - studiul de formă și funcție, în plante, animale și a altor organisme, sau în mod specific la om.
  - Anatomie umană - studiul științific al morfologiei umane adulte.
- Bioinginerie - studiul biologiei prin intermediul mijloacelor de inginerie, cu accent pe cunoștințe aplicate și în special legate de biotehnologie.
- Bioinformatică - utilizarea tehnologiei informației pentru studiu, colectarea și stocarea datelor biologice genomice si alte.
- Biomatematică (sau biologie matematică) - studiul cantitativ sau matematică a proceselor biologice, cu accent pe modelarea.
- Biomecanică - adesea considerată o ramură a medicinei, studiul mecanicii ființelor vii, cu accent pe utilizarea aplicată prin intermediul protezare. 
  - Farmacologie - studierea și aplicarea practică a preparatului, utilizare, precum și efectele de droguri și medicamente sintetice.
- Biomuzicologie - studiul muzicii din punct de vedere biologic.
- Bionomică – studiu cuprinzător al unui organism și relația acesteia cu mediul său.
- Biosemiotică - studiul proceselor biologice prin semiotică, prin aplicarea modelelor de luare a sensului și a comunicării
- Biotehnologie - ramură nouă și, uneori, controversată a biologiei care studiază manipularea materiei vii, inclusiv modificarea genetică și biologie sintetica
  - Biologie sintetică  - cercetare de integrare biologie și inginerie; construcția funcțiilor biologice nu a fost găsit în natură
- Botanică - studiul plantelor
  - Ficologie – Studiul științific al algelor.
- Biologia clădirii - studiul mediului de viață interior
- Biologie celulară - studiu al celulei ca unitate completă, precum și interacțiunile moleculare și chimice care au loc într-o celula vie
- Biologie cognitivă  - studiul  cogniției ca o funcție biologică
- Conservarea biologie - studiul de conservare, protecție, sau refacerea mediului natural, ecosistemele naturale, vegetația și fauna sălbatică
- Cronobiologie - domeniul biologiei care examineaza fenomene periodice (ciclice) în organismele vii și adaptarea acestora la și ritmuri legate solare de-lunare.
- Criobiologie - studierea efectelor mai mici decât temperaturile preferate în mod normal asupra ființelor vii.
- Biologia dezvoltării - studiul proceselor prin care un organism forme, de la zigot la structura completă
  - Embriologie - studiul dezvoltării embrionului (de la fecundarea la naștere).
  - Gerontologie - studiul proceselor de îmbătrânire.
- Ecologie - studierea interacțiunilor organismelor vii unul cu altul și cu elementele de bază non-viață ale mediului lor
- Biologie ambientală - studiul lumii naturale, ca întreg sau într-o anumită zonă, în special ca fiind afectate de activitatea umană
- Epidemiologie - componentă majoră a cercetării în domeniul sănătății publice, factorii care afectează sănătatea populației studiază
- Evoluție - orice modificare a lungul generațiilor succesive în caracteristicile ereditare ale populațiilor biologice.
  - Biologie evoluționistă  - studiul originii și descinderii speciilor de-a lungul timpului
    - Biologie de dezvoltare evolutiva - domeniu de biologie, care compară procesele de dezvoltare ale diferitelor organisme pentru a determina relația de rudenie între ei, și pentru a descoperi modul în care procesele de dezvoltare a evoluat.

  - Paleobiologie - disciplina care combină metodele și rezultatele biologiei științelor naturale, cu metodele și rezultatele paleontologia științei pământului.
    - Paleontologie - studiul de fosile și, uneori, dovezi geografice ale vieții preistorice
- Genetică - studiu  genelor și eredității
  - Epigenetică - studiul modificărilor ereditare în expresia genelor sau fenotip celular cauzate de alte modificări în secvența de ADN care stau la baza mecanismelor
  - Genetică evolutivă –
  - Genomică - disciplina in genetică abilitată cu studiul de gene de organisme.
  - Protomică - studiu pe scară largă a proteinelor, în special structurile și funcțiile
  - Genetica populațiilor  - Studiul modificărilor frecvențelor genice în populațiile de organisme
- Hematologie  - studiul  sângelui și pentru organele hematopoietice.
- Ichnologie – se ocupă cu urme de comportament organismal, cum ar fi vizuini și urme. Acesta este în general considerată ca o ramură a paleontologiei; cu toate acestea, numai o divizie a ichnology, paleoichnology, se ocupă cu fosile de urme, în timp ce neoichnology este studiul unor urme moderne.
- Biologie integrativă - studiul organismelor întregi
- Limnologie - studiul apelor interioare
- Biologie marină (sau oceanografie biologică) - studiul ecosistemelor oceanice, plante, animale și alte ființe vii
- Microbiologie - studiul organismelor microscopice (microorganisme) și interacțiunile lor cu alte lucruri vii
  - Bacteriologie - studiul  bacteriilor
  - Parazitologie - studiul de paraziți și a parazitismului
  - Virusologie - studierea virușilor și a altor agenți virus-like
- Biologie moleculară - studiul biologiei și a funcțiilor biologice la nivel molecular, cu unele cruce peste din biochimie
  - Biologie structurală - ramură a biologie moleculară, biochimie și biofizică în cauză cu structura moleculară a macromoleculelor biologice
- Morfologie - în biologie, morfologie este o ramură a BioScience care se ocupă cu studiul formei și structurii organismelor și a caracteristicilor lor specifice structurale.
- Micologie - studiu de ciuperci
- Oceanografie - studiu de ocean, inclusiv ocean de viață, mediu, geografie, vreme, precum și alte aspecte care influențează oceanul
- Neuroștiință - studiul sistemului nervos, inclusiv anatomie, fiziologie și patologie
- Oncologie - studiul proceselor de cancer, inclusiv virusul sau mutație, oncogenezã, angiogeneza și țesuturi remoldings
- Fotobiologie & ndash; Studiul științific al interacțiunilor luminii (punct de vedere tehnic, radiații non-ionizante) și a organismelor vii. Câmpul include studiul fotosintezei, photomorphogenesis, procesare vizuala, ritmul circadian, bioluminiscență, și efectele radiațiilor ultraviolete.
- Biologia populației - studiul unor grupuri de organisme conspecifice, inclusiv:
  - Ecologia populației  - studiul dinamicii populației și dispariție
  - Genetica populației  - Studiul modificărilor frecvențelor genice în populațiile de organisme
- Palinologie – Analizele de probe de particule colectate din aer, apă sau din depozite, inclusiv sedimente de orice vârstă. Starea și identificarea acelor particule organice și anorganice, da indicii palynologist la viața, mediul și condițiile energetice pe care le-a produs. Este știința care studiază palynomorphs contemporane și combustibilii fosili, inclusiv polen, spori, orbicules, dinocysts, acritarchs, chitinozoans și scolecodonts, împreună cu materia organică de particule (POM) și kerogen găsite în roci sedimentare și sedimente.
- Pathobiology sau patologie - studiul bolilor, precum și cauzele, procesele, natura și dezvoltarea bolii
- Parazitologie - studiul de paraziți și a parazitismului
- Farmacologie - studierea și aplicarea practică a preparatului, utilizare, precum și efectele de droguri și medicamente sintetice
- Fiziologie - studierea funcționării organismelor vii și a organelor și părți ale organismelor vii
  - Imunologie - studierea tuturor aspectelor sistemului imunitar in toate organismele.
  - Kinetoterapie - kinesiologie, de asemenea, cunoscut sub numele de cinetică umană, este studiul științific al mișcării umane
  - Neurobiologie - studiul sistemului nervos, inclusiv anatomie, fiziologie și patologie
    -       - Psihologie biologică – aplicarea principiilor biologiei (în special neurobiologie), pentru studierea mecanismelor fiziologice, genetice și de dezvoltare de comportament la oameni și animale non-umane. Se investighează în mod obișnuit la nivelul neuronilor, neurotransmițători, circuitele creierului si procesele biologice fundamentale care stau la baza comportamentului normal și anormal.

  - Histologie - studiul de anatomie microscopică a celulelor și a țesuturilor de plante și animale
- Fitopatologie - studiul unor boli ale plantelor (numite, de asemenea, Patologie Plant)
- Radiobiologie –
- Biologie structurală
- Sistematică - studiul diversificării formelor de viață, atât din trecut și prezent, și relațiile dintre lucrurile vii prin timp
  - Cladistică - metoda de clasificare a speciilor de organisme în grupuri numite încrengături, care constau dintr-un organism strămoș și toți descendenții săi (și nimic altceva)
  - Filogenie - studiul relației evolutiv, printre grupele de organisme (de exemplu, specii, populații), care este descoperit prin intermediul datelor de secvențiere moleculare si matrici de date morfologice
  -  Taxonomie - știința de a identifica și denumirea speciilor, precum și aranjarea acestora într-o clasificare.
- Sisteme de biologie & ndash; - Calcul si modelarea matematică a sistemelor biologice complexe.
- Zoologie - studiu de animale, inclusiv clasificarea, fiziologie, de dezvoltare și de comportament. Subdisciplinele includ:
  - Arthropodologie & ndash; disciplina biologică în cauză cu studiul artropodelor, o încrengătură de animale care includ insecte, arahnide, crustacee și altele care sunt caracterizate prin posesia membrelor articulate.
    - Acarologie - studiul taxonului de arahnide care conține acarieni și căpușe
    - Arahnologie - studiul științific al păianjenilor și animalele înrudite, cum ar fi scorpioni, pseudoscorpion, harvestmen, numite colectiv arahnide
    - Entomologie - studiul insectelor
      - Coleopterologie - studiul gândacilor
      - Lepidopterologie - studiul unui ordin mare de insecte, care include molii și fluturi (numite lepidopterelor)
      - Mirmecologie - studiu științific al furnicilor

    - Carcinologie - studiul  crustaceelor
    - Miriapodologie - studiul centipede, miriapode și alte miriapode

  - Etologie – studiul științific  al comportamentului animal, de obicei, cu un accent asupra comportamentului în condiții naturale
    - Cunoașterea animalelor
      - Inteligența primatelor 
      - Pinipede # Intelligence
      - Inteligența cetaceelor
        - Killer balena # Intelligence
        - Bottlenose delfin # Intelligence
        - Bottlenose delfin # Inteligența comună

      - Inteligenta Rat # General
      - Ovine # Informații și capacitatea de învățare

    - Format:Ancora comportamentul sexual al animalelor
      - [Comportamentul sexual non-reproductivă [la animale]]
        - [Comportamentul homosexual [la animale]]

      - Comportamentul sexual al mamiferelor
        - [Comportamentul sexual [câinilor]]
        - [Comportamentul sexual [lupi]]
        - [Comportamentul sexual [șacalilor de aur]]
        - [Comportamentul genital [al pinipedelor]]
        - Rut (reproducerii la mamifere)
        - Comportamentul sexual al cerb
          - [Comportamentul sexual [al elani]]
          - Waterbuck # Reproducerea
          - Chital # Creștere

        - [Comportamentul sexual [elefanților]]
        - [Comportamentul sexual [al hiene pătate]]

  - Helmintologie - studiul  viermilor, viermi în special parazitare
  - Herpetologie – studiul  amfibienilor (inclusiv broaște, râioase, salamandre, tritoni și gymnophiona) și reptile (inclusiv șerpi, șopârle, amphisbaenide, broaște testoase, trionyx, broaște țestoase, crocodilieni, și șopârlele Tuatara).
    - Batrachologie – subdiscipline de Herpetologie în cauză cu studiul de amfibieni în monoterapie

  - Ihtiologie – Studiul  peștilor. Aceasta include pesti osoși (Osteichthyes), pești cartilaginoși (Chondrichthyes) și pești jawless (Agnatha).
  - Malacologie - ramură a zoologiei nevertebratelor care se ocupă cu studiul Mollusca (moluștele sau moluște), a doua mare încrengătură de animale în ceea ce privește speciile, după artropodele.
  - Mamologie – studiu de mamifere, o clasă de vertebrate, cu caracteristici, cum ar fi metabolismul homeoterm, blană, inimi și sisteme nervoase complexe cu patru compartimente. Mammalogy a fost, de asemenea, cunoscut sub numele de "mastology", "theriology" și "therology." Există aproximativ 4.200 de specii diferite de animale, care sunt considerate mamifere.
    - Cetologie - ramură a științei mamiferelor marine care studiază aproximativ optzeci de specii de balene, delfini și porpoise în ordinea științifică Cetacee.
    - Antropologie fizică - studii de dezvoltarea fizică a speciei umane

  - Nematologie - disciplină științifică care se ocupă cu studiul nematodelor, sau limbrici
  - Ornitologie – studiul științific al păsărilor.

Interdiscipline:
- Biochimie - studiul reacțiilor chimice necesare pentru viață să existe și să funcționeze, de obicei cu un accent pe nivelul celular
- Biofizică - studiul proceselor biologice prin intermediul fizicii, prin aplicarea teoriilor și metodelor utilizate în mod tradițional în științele fizice
- Biogeografie - studiul distribuției speciilor spațial și temporal
- Bioclimatologie este domeniul interdisciplinar al științei, care studiază interacțiunile dintre biosferă și atmosfera Pământului pe o scară de timp de ordinul anotimpurilor sau mai mult (în opoziție cu biometeorologia).
- Sociobiologie - studierea bazelor biologice ale sociologiei
- Psihobiologie - studierea bazelor biologice ale psihologiei
- Astrobiologie - studiul evoluției, distribuției și viitorului vieții în Univers. De asemenea, cunoscută sub numele de exobiologie, exopaleontologie și bioastronomie